# NGC 7238
NGC 7238 é uma estrela dupla localizada na constelação de Pegasus. Possui uma declinação de +22° 31' 12" e uma ascensão recta de 22 horas, 15 minutos e 20,0 segundos.
A estrela NGC 7238 foi descoberta em 1 de setembro de 1886 por Lewis A. Swift.